# آندری توشف
آندری توشف (بلغاری: Андрей Славов Тошев؛ ۱۶ آوریل ۱۸۶۷ – ۱۰ ژانویهٔ ۱۹۴۴) یک دیپلمات و سیاست‌مدار اهل بلغارستان بود.